# David Sousa
David Sousa ( Espinho, 1981) é um ilusionista português.
Ao longo do seu percurso profissional arrecadou o título de Vice-campeão do Mundo de Magia em Estocolmo, venceu da Varinha Mágica de Ouro em Monte Carlo e foi agraciado com o Mandrake d’Or em Paris.

## Biografia
David Sousa é natural de Espinho e iniciou o seu interesse pelo ilusionismo aos seis anos de idade. Frequentou o curso de Teatro da Escola Superior de Música e Artes do Espectáculo (ESMAE) do Porto e, em 2006, tornou-se ilusionista profissional.
Em 2006 venceu o segundo prémio no Campeonato do Mundo de Magia da Fédération Internationale des Sociétés Magiques em Estocolmo, tornando-se o primeiro português a ser premiado no palco da mais importante competição de magia mundial. Em 2007 tornou-se o primeiro e único português a arrecadar a Varinha Mágica de Ouro em Monte Carlo. Em 2009 foi distinguido com o troféu Mandrake d'Or em Paris, e, no mesmo ano, foi-lhe atribuído o estatuto de Professor Honorário pela Academia de Artes Mágicas da Coreia do Sul.

## Prémios
- 2015 - Diploma de Mérito – Câmara Municipal de Espinho (CME) – Portugal
- 2014 - Medalha de Ouro – International Magicians Society (IMS) – China
- 2014 - "Bronze Prize" – Beijing International Magic Carnival – China
- 2013 - Melhor Actor (interpretando o papel de Ilusionista) – Short Movies National Competition – Jordânia
- 2009 - PhD – Professor Honorário da Academia de Artes Mágicas da Coreia do Sul – Coreia do Sul
- 2009 - "Mandrake d'Or" – Académie Française des Illusionnistes – France
- 2008 - "Crystal Magic Wand" – Convenção SAM / IBM – EUA
- 2007 - Grande Prémio - "Baguette Magique dÓr" – Monte Carlo Magic Stars – Mónaco
- 2007 - "Les Anneaux Magiques" – Club des Magicians de Lausanne – Suiça
- 2007 - "Silver Award" – Shanghai International Magic Festival – China
- 2006 - Vice-Campeão do Mundo - Campeonato do Mundo de Magia – Fédèration Internationale des Sociétés Magiques (FISM) – Suécia
- 2006 - "Varita Mágica de Plata" – Federación Latinoamericana de Sociedades de la Magia (FLASOMA) – Colômbia
- 2006 - Mágico do Ano – Associação Portuguesa de Ilusionismo (API) – Portugal
- 2004 - 2º Prémio de Magia de Palco – Festival MagicValongo – Portugal
- 2003 - 3º Prémio de Magia de Palco (inserido no Grupo de Teatro Mágico) – MagicValongo – Portugal
- 2002 - 2º Prémio de Magia de Palco – 5º Congresso Português de Ilusionismo – Portugal
- 2001 - 2º Prémio de Magia de Palco – MagicValongo – Portugal
- 2000 - 1º Prémio de Magia de Palco – Associação Portuguesa Ilusionismo (API) – Portugal
- 1999 - Prémio Incentivo – Festival MagicValongo – Portugal
- 1998 - 1º Prémio – Concurso de Jovens Talentos – Casino de Espinho – Portugal